# Грассано
Грассано, Ґрассано (італ. Grassano) — муніципалітет в Італії, у регіоні Базиліката, провінція Матера.
Грассано розташоване на відстані близько 350 км на південний схід від Рима, 45 км на схід від Потенци, 27 км на захід від Матери.
Населення — 5273 особи (2014).
Щорічний фестиваль відбувається 22 вересня. Покровитель — Sant'Innocenzo.

## Демографія
Населення за роками:

Станом на 1 січня 2023 року в муніципалітеті офіційно проживало 111 іноземців з 23 країн, серед них 42 громадяни країн Євросоюзу та 3 громадяни України.

## Сусідні муніципалітети
- Кальчіано
- Гарагузо
- Гроттоле
- Ірсіна
- Саландра
- Трикарико